# مقبرة إيدو
مقبرة إيدو، كان إيدو، ابن قار، الكاهن بهرم بيبي الأول والمشرف على الكتبة في الأسرة المصرية السادسة. وذلك في القرن 23 ق.م.

## وصف المقبرة
تغطي جدران المقبرة مناظر للحياة اليومية والشعائر المختلفة والقرابين. كما يوجد على الجدار الغربي منظر لإيدو جالساً أمام مائدة قرابين وتمسك زوجته برجله.
وفي الحائط الجنوبي يوجد ثلاث فتحات يرى من خلالها تمثال تي الموجود في الحجرة الخفية أو السرداب، ويمكن لروح وقرين المتوفى من خلالها متابعة الطقوس الجنائزية التي كانت تجري بالمقبرة حيث كان بإمكان تي الاتصال بعالم الأحياء. ويوجد نسخة من هذا التمثال داخل السرداب حالياً أما الأصل فموجود بالمتحف المصري.